# Seleção Alemã de Futebol
A Seleção Alemã de Futebol, é organizada pela Federação Alemã de Futebol (em alemão:   Deutscher Fußball-Bund), instituição que administra o futebol na Alemanha, e representa o país nas competições de futebol da UEFA e FIFA. É uma das seleções masculinas de futebol mais bem-sucedidas do mundo, participando de oito finais de Copas do Mundo, ganhando quatro delas. É o país que mais vezes chegou entre os semifinalistas, com 13 aparições, além de ser o detentor do maior número de medalhas no torneio, com 12 (quatro ouros, quatro pratas e quatro bronzes). Após o Brasil, é a seleção que conquistou o maior número de vitórias (66), além de deter o recorde de gols marcados (224) e o maior número de jogos disputados (106), em 18 participações no torneio.
A seleção da Alemanha foi também a seleção da Alemanha Ocidental, de 1945 a 1990, mudando o nome depois para seleção Alemã, devido a Reunificação Alemã.
A seleção não participou de apenas duas Copas do Mundo: 1930 e 1950. No caso de 1930, a Alemanha não se inscreveu, agindo como a maior parte das seleções europeias, que não se interessaram por aquela Copa. No caso de 1950, a participação alemã na Copa foi impedida pela FIFA, no contexto da ocupação do país no pós-Segunda Guerra Mundial. A seleção alemã, desta maneira, se classificou para todas as Copas do Mundo para as quais se inscreveu nas Eliminatórias e teve o direito de participar, não tendo jamais falhado em se classificar nas Eliminatórias da Copa do Mundo. Brasil e Alemanha são os únicos países que jamais falharam em passar pelas Eliminatórias da Copa do Mundo. A Alemanha chegou a seis finais da Eurocopa, vencendo três, sendo, até a Espanha conquistar a Copa do Mundo feminina em 2023, o único país a ter conquistado as Copas do Mundo masculina (1954, 1974, 1990 e 2014) e feminina (2003 e 2007) e, até 2017, era o único país a conquistar a Eurocopa nas suas versões masculina (1972, 1980 e 1996) e feminina (1989, 1991, 1995, 1997, 2001, 2005, 2009 e 2013). Em 2017, os Países Baixos igualaram este feito ao conquistar a Eurocopa feminina (já havia sido campeã masculina em 1988), mas a Alemanha permanece com o maior número absoluto de títulos no torneio (3 no masculino, empatada com a Espanha, e 8 no feminino). Esse cartel torna o futebol do país, em termos de seleções nacionais, o mais vitorioso do mundo, com a maior quantidade de conquistas dentre os títulos mais importantes do futebol mundial (que, para a FIFA, são as Copas do Mundo).
Entre 1950 e 1990, a DFB administrava o futebol na Alemanha Ocidental. Regiões sob ocupação diferenciada — Sarre e Alemanha Oriental — tinham times e federações próprios, como a Seleção do Sarre de Futebol (1950-1956) e a Seleção Alemã Oriental de Futebol (1952-1990), que inclusive enfrentou a Alemanha Ocidental na Copa do Mundo FIFA de 1974. Desde a reunificação da Alemanha em 1990, a DFB reconhece dados individuais de jogadores de ambas as seleções.
A Seleção Alemã é muito conhecida também por ter jogadores muito talentosos, como Franz Beckenbauer, um dos melhores jogadores da historia do futebol; Gerd Müller, o terceiro maior artilheiro das Copas do Mundo da FIFA e o segundo maior artilheiro da Seleção Alemã, superado apenas por Miroslav Klose, que é também o maior artilheiro da história das Copas do Mundo; Lothar Matthäus, um dos gênios do futebol e o primeiro ganhador do prêmio de Melhor jogador do mundo da FIFA (que se tornou Bola de Ouro da FIFA), que é também o recordista de todos os tempos em jogos disputados em Copas do Mundo, com 25 no total, entre as edições de 1982 e 1998. Atualmente a Nationalmannschaft é treinada por Julian Nagelsmann.

## História
O primeiro jogo da seleção alemã foi contra a Suíça, no ano de 1908. O jogo acabou com a vitória dos suíços por 5 a 3 e as cores utilizadas nos uniformes desse primeiro jogo foram a tradicional combinação de camisa branca com calção preto, mas na partida de estreia a camisa tinha uma larga listra vertical preta com uma águia no peito. A camisa alemã é uma daquelas que não apresenta as cores da própria bandeira (preto, vermelho e dourado), mas esse é um caso bem simples de se explicar. O branco e o preto, desse uniforme foram escolhidos como uma referência ao antigo Estado da Prússia, cuja bandeira era dessas cores. Não se inscreveu para a Copa do Mundo de 1930 agindo como a maior parte das seleções europeias, que não se interessaram por aquela Copa. Em 1934 a Alemanha passava por turbulências políticas que se estenderam até o futebol. E assim como Mussolini na Itália, o chanceler Adolf Hitler influenciou drasticamente tanto a delegação quanto a equipe que foram ao mundial. As mudanças funcionaram e o time rendeu bem em campo, perdendo apenas na semifinal para os tchecos. As outras três partidas foram vencidas pelos alemães, incluindo a decisão de terceiro e quarto, contra o badalado Wunderteam (como a Seleção Austríaca era conhecida). A Copa da 34 foi usada como propaganda politica do regime alemão, prova disso é a águia nazista estampada na camisa. Mais uma vez o futebol mostra que é um espelho da sociedade, incluindo uma das paginas mais macabras da historia da humanidade.
A Seleção Alemã foi fortemente marcada pela política. Entre 1938 e 1945, a Áustria ficou integrada à Alemanha Nazista. Com isso, jogadores austríacos de destaque passaram a ser também aproveitados pela Seleção Alemã, enquanto a equipe Austríaca foi extinta momentaneamente. A anexação ocorreu meses antes da Copa do Mundo de 1938, para a qual ambas as seleções estavam classificadas. Seis austríacos foram convocados para defender a Alemanha no mundial, que também utilizou a suástica no uniforme.
Após a guerra, a Alemanha foi dividida. As áreas conquistadas no conflito voltaram aos antigos países, e o território alemão pré-guerra dividiu-se em quatro: a Áustria voltou a ser um país independente e sua Seleção foi retomada; em 1949, foram criadas as Alemanha Ocidental e Alemanha Oriental independente no futebol, cada uma possuindo também sua seleção, que chegou a disputar as Eliminatórias para a Copa do Mundo de 1954. No final dos anos 50, o Sarre foi integrado à Alemanha Ocidental. A Alemanha só passou a utilizar um uniforme reserva depois da II Guerra Mundial e a cor escolhida para essa camisa foi o verde. Essa opção aparentemente inusitada, não é tão simples de se explicar e por isso foram criados alguns mitos é histórias interessantes a esse respeito.
A mais famosa diz que a opção pela camisa verde e o calção branco foi uma homenagem a Irlanda em agradecimento, já que esta teria sido a primeira Seleção a aceitar um amistoso contra os germânicos depois do fim da II Guerra Mundial. Alguns ainda dizem que com o fim da guerra e a falta de recursos os alemães aproveitaram as camisas da própria Irlanda (que foi trocada ao final da partida) a apenas bordaram o seu distintivo no lugar do da seleção irlandesa.
Esta história porém não é verdade, isso porque o primeiro adversário pós-guerra foi a Suíça e não a Irlanda. O motivo real é bem menos nobre, a camisa reserva era verde porque essa é a cor do distintivo da Federação Alemã de Futebol e este é verde e branco simplesmente porque essas são as cores de um campo de futebol.
As duas Alemanhas prosseguiram divididas até o ano de 1990, quando reunificaram-se. A reunificação deu-se já após a Copa do Mundo daquele ano, vencida pela Seleção Alemã-Ocidental. Os ocidentais, que continuaram a usar o uniforme da Alemanha pré-guerra, tiveram destaque amplamente maior, classificando-se durante a divisão para todas as Copas do Mundo ocorridas, tendo sido campeões em 1954 e 1974 (quando hospedaram o torneio) contra seleções favoritas ao título, respectivamente Hungria e Países Baixos. Só não disputaram a Copa do Mundo de 1950, quando nenhuma seleção alemã existia. Os ocidentais também disputaram todas as Eurocopas a partir da edição de 1972, sendo logo campeões nesta. Venceriam também a de 1980.

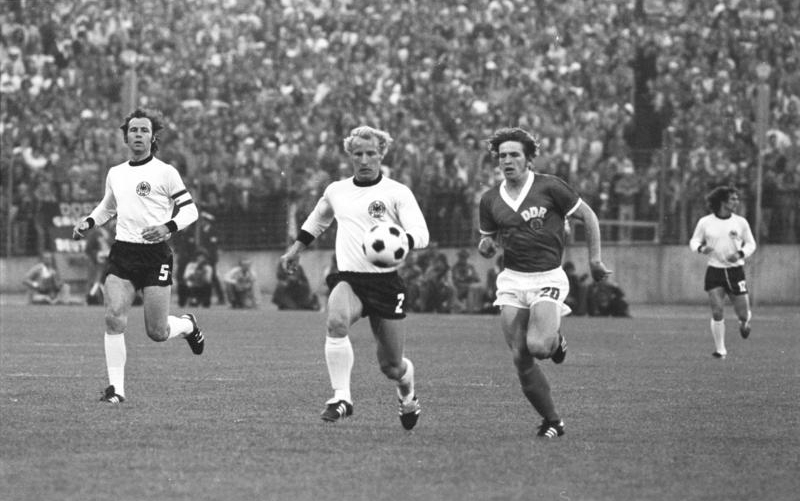
A partida entre as duas Alemanhas na Copa do Mundo de 1974. Na época, correu um boato que a Seleção da Alemanha Ocidental teria entregado o seu jogo contra a Seleção da Alemanha Oriental para não cruzar com o Brasil e Países Baixos, na segunda fase da competição.

A Seleção Alemã-Oriental, mais fraca, classificou-se apenas para uma Copa do Mundo, justamente a de 1974, realizada na Alemanha Ocidental. Ambas se enfrentaram na primeira fase e os orientais conseguiram uma histórica vitória por 1 a 0. Costumavam ter bons desempenhos nas Eliminatórias, deixando de classificar-se para as Copas normalmente na última partida. Não conseguiram classificar-se para nenhuma Eurocopa.
Por outro lado, ganharam ouro nos Jogos Olímpicos (nas Olimpíadas de 1976), o que as Alemanhas pré-guerra, Ocidental e reunificada não conseguiram. Continuou a usar camisas e meias brancas, mas adotou o azul ao invés do preto na cor dos calções. O azul era a cor da juventude do Partido Socialista Unificado da Alemanha. Seu uniforme reserva consistia na combinação inversa ao do principal (camisa azul, calção branco e meias azuis), sendo consagrado ao ser utilizado na vitória sobre a Alemanha Ocidental em 1974, passando a ser posteriormente o uniforme principal.
A Alemanha reunificada, que continuou usando os uniformes tradicionais da Ocidental, chamou em maior parte jogadores nascidos no antigo país, embora os melhores jogadores pós-reunificação tenham vindo do lado oriental: Matthias Sammer e Michael Ballack. Dois títulos foram conquistados pela equipe já unificada: a Eurocopa 1996 e a Copa do Mundo 2014.
A seleção é atualmente treinada por Joachim Löw. O antigo técnico Rudi Völler, um dos jogadores que tem mais jogos pela seleção e, que era o técnico desde Julho de 2000, se demitiu em 24 de Junho de 2004, como consequência da eliminação na primeira rodada da Euro 2004. O processo de reposição foi muito mais desgastante que o normal. Após quatro candidatos possíveis terem recusado o posto, Klinsmann assumiu o cargo em 26 de Julho.

### Primeiros Anos
Entre 1899 e 1901, antes da formação de uma seleção nacional alemã, foram cinco jogos não oficiais internacionais entre equipes diferentes da seleção alemã de futebol amador e da seleção inglesa, todas essas cinco partidas acabaram com grandes derrotas para as equipes alemãs. Oito anos após a criação da Federação Alemã de Futebol (DFB), a primeira partida oficial da seleção nacional de futebol da Alemanha foi na partida em 5 de abril de 1908, contra a Suíça, na Basileia, com a Suíça vencendo por 5-3. Coincidentemente, a primeira partida após a Primeira Guerra Mundial, em 1920, o primeiro jogo após a Segunda Guerra Mundial, em 1950, quando a Alemanha ainda estava proibida da maioria das competições internacionais, e o primeiro jogo da Seleção Alemã de Futebol em 1990 após a reunificação da Alemanha Ocidental e Oriental, com ex-jogadores da Alemanha Oriental e Ocidental foi também contra a Seleção Suíça de Futebol. O primeiro título da Seleção Alemã de Futebol foi a Copa do Mundo FIFA de 1954 conquistada também na Suíça contra a Seleção da Hungria de Futebol comandada naquela época por Ferenc Puskás.
Naquela época, os jogadores foram selecionados pela Federação Alemã de Futebol, pois não houve treinador oficializado. O primeiro gerente da seleção nacional da Alemanha foi Otto Nerz, um professor da escola de Mannheim na Alemanha, que atuou no comando entre os anos 1926-1936. A Federação Alemã de Futebol não podia viajar para o Uruguai para disputar a Copa do Mundo disputada pela primeira vez em 1930, durante a Grande Depressão, mas quatro anos seguinte disputou sua primeira Copa do mundo onde terminou em terceiro lugar na Copa do Mundo de 1934, em sua primeira aparição na competição. Depois de uma exibição pobre em 1936 nos Jogos Olímpicos de Berlim, mudou-se de treinador entrando no lugar de Otto Nerz o novo treinador Sepp Herberger. Em 1937, ele montou um esquadrão que logo foi apelidado de Elf Breslau ("onze de Breslau") em reconhecimento da sua vitória por 8-0 sobre a Seleção da Dinamarca, na cidade alemã de Breslau, e em seguida, a Baixa Silésia (hoje fica em Wroclaw na Polônia).
Após a Áustria passar a integrar Alemanha no Anschluss de março de 1938, a equipe nacional do país, uma das melhores equipes da Europa na época devido ao profissionalismo, foi dissolvida, apesar de ter já classificado para a Copa do Mundo de 1938. Conforme requerido pelos políticos nazistas, cinco ou seis ex-jogadores austríacos, dos clubes Rapid Viena, Áustria Viena, Viena Wien, foram encomendados para se juntar ao time de Alemão em curto prazo em um show encenado de unidade orquestrada por razões políticas. Na Copa do Mundo de 1938, que começou em 04 de junho, este "unido" time alemão conseguiu apenas um empate 1-1 contra a Suíça, e depois perdeu o segundo jogo por 2-4 na frente de uma multidão hostil em Paris, França. Essa saída precoce permanece como resultado mais negativo da Seleção Alemã de Futebol em Copas do Mundo da FIFA (excluindo os torneios de 1930 e 1950 em que eles não competiram).
Durante a Segunda Guerra Mundial, a equipe jogou mais de 30 jogos internacionais entre setembro de 1939 e novembro de 1942, quando os jogos da equipe nacional foram suspenso como a maioria dos jogadores tiveram que se juntar às forças armadas. Muitos dos jogadores da seleção se reuniram com o técnico Herberger como Jäger Rote através dos esforços de um oficial da força aérea simpático tentando proteger os jogadores de futebol a partir do serviço de guerra mais perigosas.

### As três equipes alemãs
Após a Segunda Guerra Mundial, a Alemanha foi proibida de competir com outros países na maioria dos esportes, até cerca de 1950, com nenhum dos três novos estados alemães, Alemanha Ocidental, Alemanha Oriental e Protetorado de Sarre, não tendo disputado a  Copa do Mundo de 1950, porque a Federação Alemã de Futebol só foi reintegrada como membro oficial da FIFA após esta Copa do Mundo.

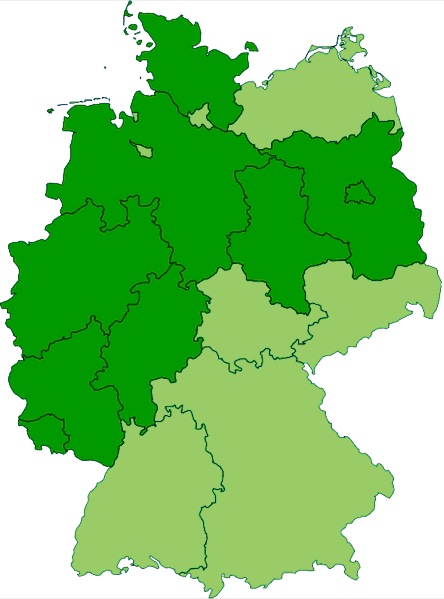
Mapa da atual Alemanha estados que são totalmente, ou na maior parte, situados dentro das antigas fronteiras da Alemanha Imperial e do Reino da Prússia em verde escuro. As cores da bandeira da Prússia sempre foram as cores oficiais da seleção de futebol.

#### Alemanha Ocidental
Como na maioria dos aspectos de vida, as tradições de pré-guerra e organizações da Alemanha foram desenvolvidas pela  República Federal da Alemanha, que era conhecida como Alemanha Ocidental. Isso se aplica também à Federação Alemã de Futebol que tinha sido restaurada, e que possuía a sua sede em  Frankfurt am Main, e o mesmo treinador Sepp Herberger. Com o reconhecimento da FIFA e UEFA, a Federação Alemã de Futebol foi mantida e continuou com o registro de equipe de pré-guerra.
A vizinha Seleção Suíça de Futebol foi mais uma vez a primeira equipe que jogou contra a Alemanha Ocidental em 1950, sendo que também jogaram contra a Alemanha Ocidental a Seleção Turca de Futebol e a Seleção Irlandesa de Futebol, sendo estas as únicas seleções a não falarem a língua alemã.
Depois de apenas 18 jogos pós-guerra, no total, a Alemanha Ocidental se classificou para a Copa do Mundo 1954, tendo prevalecido contra a Noruega e o "terceiro estado alemão", o Sarre.

#### Sarre
Devido a repartição da Alemanha no pós-guerra, o Protetorado do Sarre foi separado da República Federal da Alemanha e da República Democrática Alemã. A federação local, Fußballbundes Saarländischer (SFB) foi fundado em 25 de Julho de 1948 em Sulzbach, Com Willy Koch como primeiro presidente. Os clubes do Sarre jogavam na Ehrenliga local por três temporadas, de 1948 a 1951, com exceção do 1. FC Saarbrücken, que foi convidado para jogar na Ligue 2 francesa na temporada 1948-49, onde eles eram conhecidos como FC Sarrebruck. No entanto, após os clubes franceses votarem por unanimidade contra eles aderirem à Federação Francesa de Futebol (resultando na demissão do presidente Jules Rimet, que era a favor da adesão do Saarbrücken), o clube saiu do Campeonato Francês.
Desinteressados em disputar a Ehrenliga eles estabeleceram um breve torneio por convite, o Saarlandpokal Internationaler, que atraiu um grande número de equipes de topo e é considerado como um precursor para a Taça dos Campeões Europeus. Em 1955, Saarbrücken se tornou o único clube que de Saarland a disputar a recém criada Taça dos Campeões Europeus. No torneio, venceram o primeiro jogo em San Siro contra o campeão italiano AC Milan, mas perderam o segundo jogo e foram eliminados.
Em 17 de julho de 1949, os membros do SFB recusaram uma proposta de serem anexados pela Federação Francesa de Futebol por 609 votos contra, 299 votos a favor e 55 abstenções. Liderados pelo novo presidente, Hermann Neuberger, que assumiu em 14 de maio de 1950, o SFB tornou-se parte da FIFA, em 12 de junho de 1950.
A equipe do Sarre foi constituída em grande parte dos jogadores de futebol de 1. FC Saarbrücken, e também por jogadores do  SV 05 Sarre Saarbrücken, Borussia Neunkirchen, SV St. Ingbert 1945, FC 1912 Ensdorf e ASC Dudweiler.
A equipe jogou apenas 19 jogos, 10 destes contra times "B", e também jogou as Eliminatórias da Copa do Mundo FIFA de 1954, terminando à frente da Noruega em seu grupo, derrotando-os em Oslo. Antes da Copa do Mundo de 1954 na Suíça, jogaram contra o atual campeão mundial Uruguai em 5 de junho, perdendo por 7 a 1. Outros amistosos foram contra a Iugoslávia (1 a 5), Países Baixos (1 a 2 e 2 a 3) e Suíça (1 a 1).
Em um plebiscito em 1955, a Seleção do Sarre passou a fazer parte da Seleção Ocidental da Alemanha a partir de 1957. Seu técnico, Helmut Schön, treinou a seleção alemã nas décadas de 1960 e 1970. Hermann Neuberger, ex-presidente do SFB, fundou a Bundesliga e também organizou a Copa do Mundo de 1974.

#### Alemanha Oriental
Embora a República Democrática da Alemanha (nome oficial do país) tenha surgido em 1949, a seleção da Alemanha Oriental fez sua estréia oficial somente em 1952. Participou de apenas uma Copa do Mundo, em 1974, quando fez uma partida histórica contra a então seleção da Alemanha Ocidental e venceu por 1 a 0, gol de Jürgen Sparwasser. Porém, terminou a competição apenas em 5.º lugar.
Já nos Jogos Olímpicos teve melhor sorte: ganhou uma medalha de ouro em 1976, uma de prata em 1980 e duas de bronze em 1964 e 1972. Venceu também a Pequena Taça do Mundo (com o nome de Taça Cidade de Caracas) em 1975. Além disso, obteve o 3.º lugar no Campeonato Mundial de Futebol Sub-20 de 1987.
Com a reunificação da Alemanha em 1990, a seleção oriental fundiu-se à ocidental. O último jogo da Seleção Alemã Oriental de Futebol realizou-se em 12 de setembro de 1990 numa partida contra a seleção da Bélgica em Bruxelas, com uma vitória de 2 a 0 para os alemães orientais.

### O Milagre de Berna

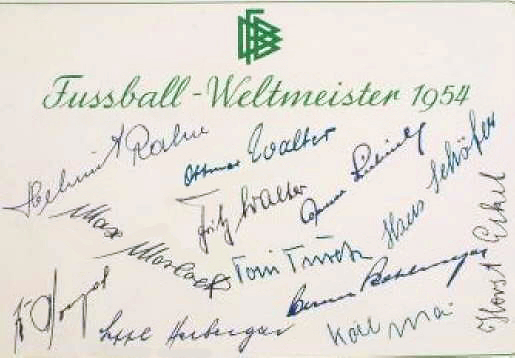
Cartão autografado pelo treinador Sepp Herberger e pelos 11 jogadores alemães que venceram a final.

Alemanha Ocidental, comandada por Fritz Walter, reuniu-se para disputar a Copa do Mundo de 1954 algumas das equipas que jogaram em partidas amigáveis com a Alemanha Ocidental antes da Copa do Mundo foram a Seleção Turca de Futebol, Seleção Iugoslava de Futebol e a Seleção Austríaca de Futebol. Na fase de grupos a Alemanha caiu com a favorita Seleção Húngara de Futebol comandada nessa época por Ferenc Puskás um dos melhores jogadores da história, com boas chances de se classificar para a próxima fase, mesmo em caso de derrota, o treinador Sepp Herberger não coloca em campo seus melhores jogadores, poupando-os para as próximas partidas e da experiência de uma derrota de 8-3 para a Hungria. A Alemanha Ocidental jogaria contra a Hungria novamente na final, enfrentando a lendária equipe da Seleção Húngara de Futebol novamente, que estava invicta por 32 partidas consecutivas. Em uma virada surpreendente, a Alemanha Ocidental ganhou por 3-2, com Helmut Rahn marcando o gol da vitória com apenas seis minutos restantes. A vitória inesperada criou uma sensação de euforia ao longo de uma Alemanha dividida no pós-guerra. O triunfo é creditado com tendo um papel significativo em assegurar o fundamento ideológico do pós-guerra da República Federal da Alemanha.
O Estádio Wankdorf em Berna recebeu 60 000 pessoas para acompanhar a partida final entre Alemanha Ocidental e Hungria, uma repetição do jogo da primeira fase. Nesta fase, a Hungria venceu os reservas alemães por 8-3. O Time Dourado dos húngaros era o favorito, pois vinha de 32 partidas sem derrotas, porém teve dificuldade nas duas últimas partidas. Começou a chover no dia do jogo — na Alemanha isso é chamado de "Fritz-Walter-Wetter" (tempo de Fritz Walter) pois dizia-se o capitão da equipe alemã Fritz Walter jogava seu melhor futebol na chuva, porque havia contraído malária quando jovem e por isso não atuava tão bem no calor. Adi Dassler, proprietário da Adidas e fornecedor de material esportivo para a seleção alemã, forneceu chuteiras com cravos intercambiáveis, que melhor se adaptariam ao campo molhado.
Na final se viu Ferenc Puskás atuando mesmo não estando em sua melhor forma. Ainda assim ele colocou seu time à frente do placar em apenas 6 minutos de jogo, e com Zoltán Czibor fazendo outro tento dois minutos depois parecia que os favoritos realmente levariam o título. Porém, com um rápido gol de Max Morlock no décimo minuto, e Helmut Rahn empatando aos 19, a maré começou a virar.
No segundo tempo a Hungria desperdiçou diversas chances. Mas, nervosos não conseguiram nada. Os alemães praticamente "cozinharam" o jogo a seu favor, e acabariam premiados.
A meros seis minutos do final da partida, o popular narrador do rádio alemão Herbert Zimmermann fez sua mais memorável declaração ao dizer: "Rahn deveria chutar do meio da rua" (em alemão: "aus dem Hintergrund müsste Rahn schießen"), e assim foi. O segundo gol de Rahn, que chutou da meia-lua da área, após a zaga húngara afastar mal a bola, deu a liderança da partida aos alemães. Depois, Puskás ainda teve um gol impedido.
Aos alemães foi entregue a Taça Jules Rimet e o título de vencedores da Copa do Mundo com a torcida cantando junto o hino nacional alemão. Na Alemanha, esta partida é conhecida como o Milagre de Berna. Um filme baseado na história foi lançado em 2003.
A Alemanha voltou a ser campeã mundial vinte anos depois, em 1974, batendo os embalados Países Baixos da lenda Johan Cruyff.

### Alemanha Reunificada
Em 1990 os alemães conquistaram seu terceiro título mundial, após dois vices consecutivos nas edições de 1982 e 1986. Em solo italiano, os germânicos derrotaram a Argentina por 1 a 0, sendo a primeira conquista após a reunificação, tornando-se os primeiros e únicos a conquistarem um mundial antes de sediar um, sendo sede e depois de ser sede.
Quatro anos mais tarde a Alemanha chegou até as quartas de final da Copa do Mundo que foi sediada nos Estados Unidos e a então campeã mundial acabou sendo eliminada pela grande surpresa da copa, a Bulgária, em um jogo emocionante.
Em 1996 a Alemanha conquistou a Eurocopa, seu terceiro título europeu.
Em 1998 a Alemanha faz sua pior participação numa Copa do Mundo desde que se tornou uma das principais seleções do mundo, quando acabou sendo eliminada nas quartas de final pela surpreendente Croácia.
No ano de 2002, na Copa do Mundo do Japão e da Coréia, a Alemanha chegou à sua sétima final de mundiais, se tornando, ao lado do Brasil, a seleção que mais disputou finais, tendo perdido o título para o próprio Brasil, de Ronaldo, melhor jogador do mundo em 2002, autor dos dois gols que frustraram a conquista alemã.

### Era Joachim Löw

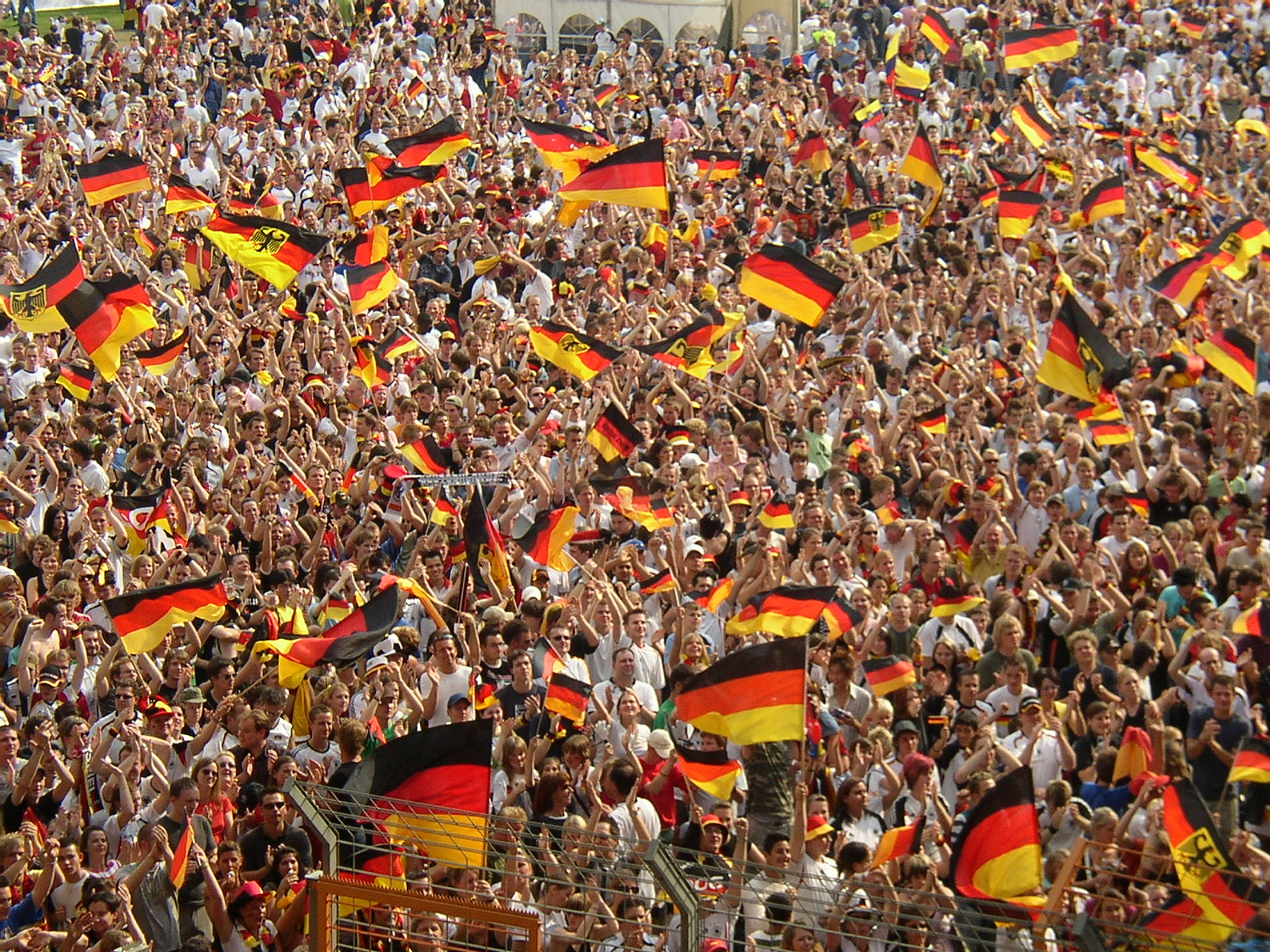
Torcida da Alemanha na Copa do Mundo de 2006.

Em 2006, 32 anos depois, a Alemanha volta a sediar uma Copa. Agora sob o comando de Klinsmann, tendo como auxiliar técnico Joachim Löw, e uma geração de jovens talentos como Lukas Podolski, Michael Ballack, Bastian Schweinsteiger e Philipp Lahm, a Alemanha chega às semifinais, mas perdeu mais uma vez para a Itália, ficando com o terceiro lugar na competição. Klinsmann deixou o comando da seleção logo após o final da Copa , em seu lugar assumiu Joachim Low.
Dois anos mais tarde é finalista da Eurocopa, após eliminar Portugal na semifinal. Mesmo jogando como favorita ao título, a Alemanha foi batida pelos espanhóis, com gol de Fernando Torres de cabeça.
Em 2010 a Alemanha participou da primeira edição da Copa do Mundo no continente africano, mais precisamente na África do Sul. Após uma classificação fácil na fase de grupos, os alemães mandaram os ingleses pra casa nas oitavas de finais com uma vitória por 4 a 1. Nas quartas de finais os alemães bateram a Argentina por 4 a 0. Devido a esses dois resultados e ao futebol bonito, a Alemanha passou a ser apontada como a principal candidata ao título mundial, mas o "sonho do tetra" terminou quando em um escanteio batido o zagueiro Carles Puyol marcou de cabeça o gol que eliminou a Alemanha, sendo a segunda eliminação seguida diante dos espanhóis.
Na Eurocopa 2012 a Alemanha foi mais uma vez apontada como principal candidata ao título, mas outra vez caiu na semifinal, perdendo para a Itália.

#### 2014: Tetracampeonato mundial

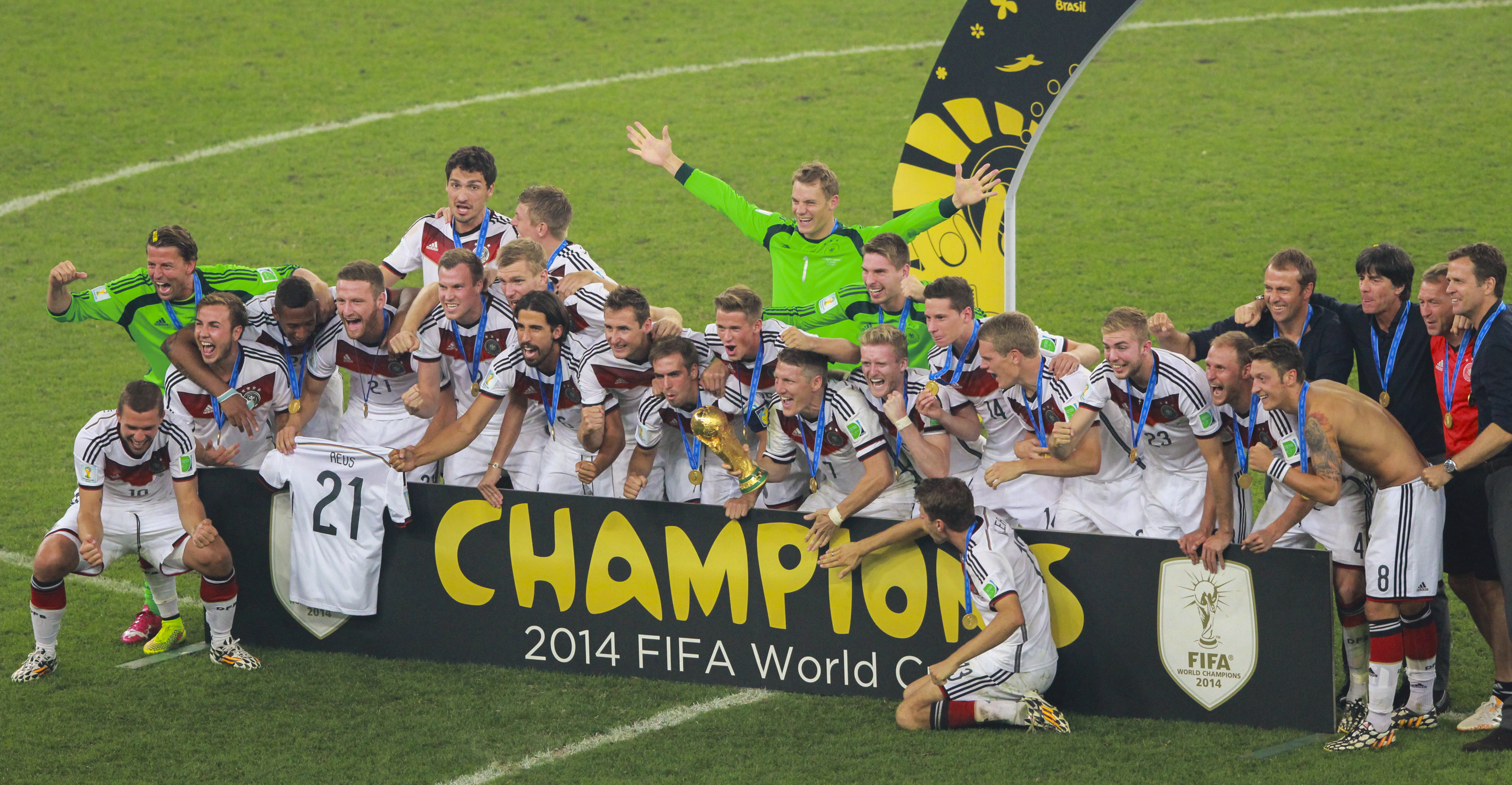
Seleção Alemã celebrando a conquista da Copa do Mundo FIFA de 2014

No ano de 2014, a Alemanha conquistou o sonhado quarto título mundial, que vinha sendo aguardado desde 1990, e pôs fim ao jejum de títulos, que durava desde a conquista da Euro em 1996. A Alemanha chegou à Copa de 2014 com um time que mantinha a base de 2010, com Manuel Neuer no gol, Hummels e Boateng na zaga, Lahm e Höwedes na lateral, Schweinsteiger, Sami Khedira, Toni Kroos e Mesut Özil no meio, Thomas Müller e Klose no ataque. Logo na estreia, os germânicos golearam o abatido Portugal da estrela Cristiano Ronaldo, melhor jogador do mundo em 2008 e 2013, por 4 a 0, com hat-trick de Müller. No segundo jogo, empatou contra a surpreendente Gana. Os alemães saíram na frente com gol de Mario Götze, mas tomaram a virada, Klose empatou ao marcar no fim, com seu gol, ele também empatou com Ronaldo no número de gols marcados em mundiais (15). Na terceira rodada, Müller marcou o único gol da vitória por 1 a 0 sobre os Estados Unidos. Com sete pontos e saldo de gols de +5, a Alemanha passou como líder de seu grupo para as oitavas de final. Contra outra equipe africana a Alemanha voltou a ter dificuldades, mas graças a Schürrle, venceu a Argélia na prorrogação e avançou às quartas de final, onde bateriam a França com gol do zagueiro Hummels de cabeça, chegando a semifinal. No dia 8 de julho de 2014, a Alemanha goleou o Brasil, em pleno Mineirão na semifinal, fazendo 5 a 0 só no primeiro tempo. Na etapa seguinte, Schürrle saiu do banco de reservas para marcar ainda mais dois, fechando o placar elástico de 7 a 1. Os gols foram marcados por Müller, Klose (que com este gol se tornou o maior artilheiro da história das Copas), Kroos (2), Khedira e Schürrle (2). O resultado ocorreu uma partida após os brasileiros, Neymar e Thiago Silva, deixarem a competição, um por lesão e outro pelo segundo cartão amarelo. Na final, dia 13 de julho, no Maracanã, Götze marcou aos 116 minutos de jogo (na prorrogação), o gol consagrou os alemães como tetracampeões mundiais sobre a rival Argentina.
Dois anos mais tarde a Alemanha participou da Eurocopa na França. Já sem algumas de suas principais estrelas nos últimos anos como Miroslav Klose e Philipp Lahm, a Alemanha mesmo assim contava com uma base fortíssima, sendo una das candidatas ao título. Após uma boa campanha os alemães chegaram na semifinal, onde acabaram perdendo para os donos da casa por 2 a 0 e foram eliminados da competição.

#### 2017: Título inédito da Copa das Confederações
No ano de 2017, finalmente a Alemanha conquista o inédito e tão sonhado título da Copa das Confederações. Chegou na Rússia com um time bastante jovem e sem nenhum jogador da seleção campeã mundial do ano de 2014 no Brasil. Após duas vitórias e um empate contra o Chile na fase de grupos ps alemães, que lideraram seu grupo, enfrentaram o México na semifinal conseguindo golear por 4 a 1. Na final os alemães voltaram a enfrentar o bravo time chileno. Em um jogo bastante truncado e difícil, Stindl abriu o placar aos 20 minutos do primeiro tempo após desatenção de Marcelo Díaz, que foi recuar para o goleiro sem perceber que estava marcado de perto por Timo Werner, que acabou por tomar-lhe a bola, passar por Cláudio Bravo e tocar para Stindl apenas empurrar para o gol vazio. Esse foi o primeiro título da Seleção Alemã em sua 3° participação nas Copas das Confederações.

#### 2018: Fracasso no mundial
A Alemanha chegou ao mundial como uma das grandes favoritas ao título, mas logo na estreia teve uma atuação abaixo do esperado e acabou derrotada pelo México por 1-0. Na segunda rodada da fase de grupos a Alemanha derrotou a Suécia por 2-1 em jogo dramático com gol de Toni Kroos nos acréscimos, resultado que manteve os alemães vivos na briga pela classificação. Na última rodada bastava apenas vencer a Coreia do Sul para se classificar, mas novamente a Alemanha não conseguiu fazer um bom jogo e foi derrotada por 2-0. Com isso, a seleção não alcançou as dez primeiras colocações do torneio pela primeira vez na história, terminando em 22º lugar.
2018-2020: Crise
2018-19 Na Liga das Nações da UEFA A, o novo torneio no calendário mundial, a Alemanha seria rebaixada, mas com a mudança no regulamento, ela escapou.
Nas eliminatórias para a Euro de 2021, a Alemanha passou com tranquilidade, apenas uma derrota de 4x2 para a Holanda.
Na Liga das Nações da UEFA A de 2020-21, na última rodada jogava por um empate, contra a Espanha e perdeu por históricos 6x0.

## Técnicos
| Nome              | Período   |
| ----------------- | --------- |
| Sepp Herberger    | 1932-1946 |
| Sepp Herberger    | 1950-1964 |
| Helmut Schön      | 1964-1978 |
| Jupp Derwall      | 1978-1984 |
| Franz Beckenbauer | 1984-1990 |
| Berti Vogts       | 1990-1998 |
| Erich Ribbeck     | 1998-2000 |
| Rudi Völler       | 2000-2004 |
| Jürgen Klinsmann  | 2004-2006 |
| Joachim Löw       | 2006-2021 |
| Hans-Dieter Flick | 2021-2023 |
| Julian Nagelsmann | 2023-     |

## Desempenho em competições
| Desempenho em Jogos Olímpicos | Desempenho em Jogos Olímpicos | Desempenho em Jogos Olímpicos | Desempenho em Jogos Olímpicos | Desempenho em Jogos Olímpicos | Desempenho em Jogos Olímpicos | Desempenho em Jogos Olímpicos | Desempenho em Jogos Olímpicos | Desempenho em Jogos Olímpicos |
| Ano                           | Fase                          | Posição                       | J                             | V                             | E                             | D                             | GP                            | GC                            |
| ----------------------------- | ----------------------------- | ----------------------------- | ----------------------------- | ----------------------------- | ----------------------------- | ----------------------------- | ----------------------------- | ----------------------------- |
| 1900                          | Não participou                | Não participou                | Não participou                | Não participou                | Não participou                | Não participou                | Não participou                | Não participou                |
| 1904                          | Não participou                | Não participou                | Não participou                | Não participou                | Não participou                | Não participou                | Não participou                | Não participou                |
| 1908                          | Não participou                | Não participou                | Não participou                | Não participou                | Não participou                | Não participou                | Não participou                | Não participou                |
| 1912                          | 1ª fase                       | 7/11                          | 3                             | 1                             | 0                             | 2                             | 18                            | 8                             |
| 1920                          | Não participou                | Não participou                | Não participou                | Não participou                | Não participou                | Não participou                | Não participou                | Não participou                |
| 1924                          | Quartas de final              | 6/17                          | 2                             | 1                             | 0                             | 1                             | 5                             | 4                             |
| 1936                          | Quartas de final              | 5/16                          | 2                             | 1                             | 0                             | 1                             | 9                             | 2                             |
| 1948                          | Não participou                | Não participou                | Não participou                | Não participou                | Não participou                | Não participou                | Não participou                | Não participou                |
| 1952                          | Quarto lugar                  | 4/21                          | 4                             | 2                             | 0                             | 2                             | 8                             | 8                             |
| 1956                          | Fase preliminar               | 9/11                          | 1                             | 0                             | 0                             | 1                             | 1                             | 2                             |
| 1960                          | Não participou                | Não participou                | Não participou                | Não participou                | Não participou                | Não participou                | Não participou                | Não participou                |
| 1964                          | Terceiro Lugar                | 3/14                          | 6                             | 4                             | 1                             | 1                             | 12                            |                               |
| 1968                          | Não participou                | Não participou                | Não participou                | Não participou                | Não participou                | Não participou                | Não participou                | Não participou                |
| 1972 (Oriental)               | Terceiro lugar                | 3/12                          | 7                             | 4                             | 1                             | 2                             | 23                            |                               |
| 1972 (Ocidental)              | 2ª fase                       | 6/12                          | 3                             | 3                             | 1                             | 2                             | 17                            |                               |
| 1976                          | Campeã                        | 1/13                          | 5                             | 4                             | 1                             | 0                             | 10                            |                               |
| 1980                          | Vice-campeã                   | 2/16                          | 6                             | 4                             | 1                             | 1                             | 12                            | 2                             |
| 1984                          | quartas de final              | 5/16                          | 4                             | 2                             | 0                             | 2                             | 10                            | 6                             |
| 1988                          | Terceiro lugar                | 3/16                          | 6                             | 4                             | 1                             | 1                             | 16                            | 4                             |
| 1992                          | Não participou                | Não participou                | Não participou                | Não participou                | Não participou                | Não participou                | Não participou                | Não participou                |
| 1996                          | Não participou                | Não participou                | Não participou                | Não participou                | Não participou                | Não participou                | Não participou                | Não participou                |
| 2000                          | Não participou                | Não participou                | Não participou                | Não participou                | Não participou                | Não participou                | Não participou                | Não participou                |
| 2004                          | Não participou                | Não participou                | Não participou                | Não participou                | Não participou                | Não participou                | Não participou                | Não participou                |
| 2008                          | Não participou                | Não participou                | Não participou                | Não participou                | Não participou                | Não participou                | Não participou                | Não participou                |
| 2012                          | Não participou                | Não participou                | Não participou                | Não participou                | Não participou                | Não participou                | Não participou                | Não participou                |
| 2016                          | Vice-campeã                   | 2/16                          | 6                             | 3                             | 3                             | 0                             | 22                            | 6                             |
| 2020                          | 1ª fase                       | 9/16                          | 3                             | 1                             | 1                             | 1                             | 6                             | 7                             |
| 2024                          | Não participou                | Não participou                | Não participou                | Não participou                | Não participou                | Não participou                | Não participou                | Não participou                |

| Desempenho na Copa do Mundo | Desempenho na Copa do Mundo | Desempenho na Copa do Mundo | Desempenho na Copa do Mundo | Desempenho na Copa do Mundo | Desempenho na Copa do Mundo | Desempenho na Copa do Mundo | Desempenho na Copa do Mundo | Desempenho na Copa do Mundo |
| Ano                         | Fase                        | Posição                     | J                           | V                           | E*                          | D                           | GP                          | GC                          |
| --------------------------- | --------------------------- | --------------------------- | --------------------------- | --------------------------- | --------------------------- | --------------------------- | --------------------------- | --------------------------- |
| 1930                        | Não participou              | Não participou              | Não participou              | Não participou              | Não participou              | Não participou              | Não participou              | Não participou              |
| 1934                        | Terceiro lugar              | 3/16                        | 4                           | 3                           | 0                           | 1                           | 11                          | 8                           |
| 1938                        | Oitavas de final            | 10/15                       | 2                           | 0                           | 1                           | 1                           | 3                           | 5                           |
| 1950                        | Banido                      | Banido                      | Banido                      | Banido                      | Banido                      | Banido                      | Banido                      | Banido                      |
| 1954                        | Campeão                     | 1/16                        | 6                           | 5                           | 0                           | 1                           | 25                          | 14                          |
| 1958                        | Quarto lugar                | 4/16                        | 6                           | 2                           | 2                           | 2                           | 12                          | 14                          |
| 1962                        | Quarto lugar                | 7/16                        | 4                           | 2                           | 1                           | 1                           | 4                           | 2                           |
| 1966                        | Vice-campeão                | 2/16                        | 6                           | 4                           | 1                           | 1                           | 15                          | 6                           |
| 1970                        | Terceiro lugar              | 3/16                        | 6                           | 5                           | 0                           | 1                           | 17                          | 10                          |
| 1974                        | Campeão                     | 1/16                        | 7                           | 6                           | 0                           | 1                           | 13                          | 4                           |
| 1978                        | 2ª fase                     | 6/16                        | 6                           | 1                           | 4                           | 1                           | 10                          | 5                           |
| 1982                        | Vice-campeão                | 2/24                        | 7                           | 3                           | 2                           | 2                           | 12                          | 10                          |
| 1986                        | Vice-campeão                | 2/24                        | 7                           | 3                           | 2                           | 2                           | 8                           | 7                           |
| 1990                        | Campeão                     | 1/24                        | 7                           | 5                           | 2                           | 0                           | 15                          | 5                           |
| 1994                        | Quartas de final            | 5/24                        | 5                           | 3                           | 1                           | 1                           | 9                           | 7                           |
| 1998                        | Quartas de final            | 7/32                        | 5                           | 3                           | 1                           | 1                           | 8                           | 6                           |
| 2002                        | Vice-campeão                | 2/32                        | 7                           | 5                           | 1                           | 1                           | 14                          | 3                           |
| 2006                        | Terceiro lugar              | 3/32                        | 7                           | 5                           | 1                           | 1                           | 14                          | 6                           |
| 2010                        | Terceiro lugar              | 3/32                        | 7                           | 5                           | 0                           | 2                           | 16                          | 5                           |
| 2014                        | Campeão                     | 1/32                        | 7                           | 6                           | 1                           | 0                           | 18                          | 4                           |
| 2018                        | 1ª fase                     | 22/32                       | 3                           | 1                           | 0                           | 2                           | 2                           | 4                           |
| 2022                        | 1ª fase                     | 17/32                       | 3                           | 1                           | 1                           | 1                           | 6                           | 5                           |
| 2026                        | A definir                   |                             |                             |                             |                             |                             |                             |                             |
| Total                       | 20/22                       | 4 Títulos                   | 112                         | 70                          | 21                          | 23                          | 232                         | 130                         |

| Desempenho na Eurocopa | Desempenho na Eurocopa | Desempenho na Eurocopa | Desempenho na Eurocopa | Desempenho na Eurocopa | Desempenho na Eurocopa | Desempenho na Eurocopa | Desempenho na Eurocopa | Desempenho na Eurocopa |
| Ano                    | Fase                   | PG                     | J                      | V                      | E*                     | D                      | GP                     | GC                     |
| ---------------------- | ---------------------- | ---------------------- | ---------------------- | ---------------------- | ---------------------- | ---------------------- | ---------------------- | ---------------------- |
| 1960                   | Não participou         | Não participou         | Não participou         | Não participou         | Não participou         | Não participou         | Não participou         | Não participou         |
| 1964                   | Não participou         | Não participou         | Não participou         | Não participou         | Não participou         | Não participou         | Não participou         | Não participou         |
| 1968                   | Não se classificou     | Não se classificou     | Não se classificou     | Não se classificou     | Não se classificou     | Não se classificou     | Não se classificou     | Não se classificou     |
| 1972                   | Campeão                | 1                      | 2                      | 2                      | 0                      | 0                      | 5                      | 1                      |
| 1976                   | Final                  | 2                      | 2                      | 1                      | 1                      | 0                      | 6                      | 4                      |
| 1980                   | Campeão                | 1                      | 4                      | 3                      | 1                      | 0                      | 6                      | 3                      |
| 1984                   | 1ª fase                | 5                      | 3                      | 1                      | 1                      | 1                      | 2                      | 2                      |
| 1988                   | Semifinal              | 3                      | 4                      | 2                      | 1                      | 1                      | 6                      | 3                      |
| 1992                   | Final                  | 2                      | 5                      | 2                      | 1                      | 2                      | 7                      | 8                      |
| 1996                   | Campeão                | 1                      | 6                      | 4                      | 2                      | 0                      | 10                     | 3                      |
| 2000                   | 1ª fase                | 15                     | 3                      | 0                      | 1                      | 2                      | 1                      | 5                      |
| 2004                   | 1ª fase                | 12                     | 3                      | 0                      | 2                      | 1                      | 2                      | 3                      |
| 2008                   | Final                  | 2                      | 6                      | 4                      | 0                      | 2                      | 10                     | 7                      |
| 2012                   | Semifinal              | 3                      | 5                      | 4                      | 0                      | 1                      | 10                     | 7                      |
| 2016                   | Semifinal              | 3                      | 6                      | 3                      | 2                      | 1                      | 7                      | 3                      |
| 2020                   | Oitavas de final       | 15                     | 4                      | 1                      | 1                      | 2                      | 6                      | 7                      |
| 2024                   | Quartas de final       | 5                      | 5                      | 3                      | 1                      | 1                      | 11                     | 4                      |
| Total                  | 3 Títulos              | 14/17                  | 58                     | 30                     | 14                     | 14                     | 89                     | 59                     |

*Indica empates incluindo jogos eliminatórios decididos nos pênaltis.
**Fundo dourado indicada que o torneio foi vencido. Borda vermelha indica que o torneio foi sediado na Alemanha.
| Desempenho na Copa das Confederações | Desempenho na Copa das Confederações | Desempenho na Copa das Confederações | Desempenho na Copa das Confederações | Desempenho na Copa das Confederações | Desempenho na Copa das Confederações | Desempenho na Copa das Confederações | Desempenho na Copa das Confederações |
| Ano                                  | Fase                                 | PG                                   | V                                    | E*                                   | D                                    | GP                                   | GC                                   |
| ------------------------------------ | ------------------------------------ | ------------------------------------ | ------------------------------------ | ------------------------------------ | ------------------------------------ | ------------------------------------ | ------------------------------------ |
| 1992                                 | Não se classificou                   | Não se classificou                   | Não se classificou                   | Não se classificou                   | Não se classificou                   | Não se classificou                   | Não se classificou                   |
| 1995                                 | Não se classificou                   | Não se classificou                   | Não se classificou                   | Não se classificou                   | Não se classificou                   | Não se classificou                   | Não se classificou                   |
| 1997                                 | Não participou                       | Não participou                       | Não participou                       | Não participou                       | Não participou                       | Não participou                       | Não participou                       |
| 1999                                 | 1ª fase                              | 3                                    | 1                                    | 0                                    | 2                                    | 2                                    | 6                                    |
| 2001                                 | Não se classificou                   | Não se classificou                   | Não se classificou                   | Não se classificou                   | Não se classificou                   | Não se classificou                   | Não se classificou                   |
| 2003                                 | Não se classificou                   | Não se classificou                   | Não se classificou                   | Não se classificou                   | Não se classificou                   | Não se classificou                   | Não se classificou                   |
| 2005                                 | Terceiro lugar                       | 5                                    | 3                                    | 1                                    | 1                                    | 15                                   | 11                                   |
| 2009                                 | Não se classificou                   | Não se classificou                   | Não se classificou                   | Não se classificou                   | Não se classificou                   | Não se classificou                   | Não se classificou                   |
| 2013                                 | Não se classificou                   | Não se classificou                   | Não se classificou                   | Não se classificou                   | Não se classificou                   | Não se classificou                   | Não se classificou                   |
| 2017                                 | Campeão                              | 5                                    | 4                                    | 1                                    | 0                                    | 12                                   | 5                                    |
| Total                                | 3/10                                 | 13                                   | 8                                    | 2                                    | 3                                    | 29                                   | 22                                   |

## Uniforme
O atual uniforme alemão consiste em camisas brancas com listras pretas na horizontal, meias brancas com detalhes em preto e calções pretos com detalhes brancos, cores da antiga monarquia prussiana do país. O uniforme reserva tradicional consiste em camisas e meias verdes (cores neutras) e calções brancos, tendo sido utilizado na final da Copa do Mundo de 1986. Na primeira década do século XXI, o uniforme reserva deixou de usar verde, chegando a utilizar o cinza e a cor preta. No ano de 2012 porém, a Adidas, marca que fabrica o material esportivo usado pela seleção, anunciou a volta do uniforme reserva verde, criado para o Campeonato Europeu de Futebol de 2012, marcando o aniversário de 40 anos da primeira conquista europeia de futebol. Na Copa do Mundo de 2014, a seleção utilizou uma camisa reserva com listras horizontais em vermelho e preto.

### Uniformes atuais
- 1º - Camisa branca com faixa vertical preta, calção preto e meias brancas;
- 2º - Camisa estampada em preto e vermelho, calção e meias pretas.

| 1° Uniforme | 2° Uniforme | Alternativo | Alternativo |

### Uniformes dos goleiros
| 0 | 0 | 0 | Alternativo |

### Uniformes anteriores
- 2020

| 1° Uniforme | 2° Uniforme |

- 2018

| 1° Uniforme | 2° Uniforme |

- 2017

| 1° Uniforme | 2° Uniforme | Alternativo |  |

- 2016

| 1° Uniforme | 2° Uniforme | Alternativo |  |

- 2014

| 1° Uniforme | 2° Uniforme |  |

- 2012

| 1° Uniforme | 2° Uniforme |  |

- 2010

| 1° Uniorme | 2° Uniforme |  |

- 2008

| 1° Uniforme | 2° Uniforme |

- 2006

| 1° Uniforme | 2° Uniforme |

- 1998

| 1° Uniforme | 2° Uniforme |

- 1994

| 1° Uniforme | 2° Uniforme |

- 1992

| 1° Uniforme | 2° Uniforme |

- 1988

| 1° Uniforme | 2° Uniforme |

### Material esportivo
| Fornecedores | Período           | Notas                                                                                              |
| ------------ | ----------------- | -------------------------------------------------------------------------------------------------- |
| Leuzela      | Desconhecido–1954 | A Alemanha usou uniformes da Leuzela durante a Copa do Mundo FIFA de 1954.                         |
| Adidas       | 1954– Presente    | Na década de 1970, a Alemanha usava os uniformes da Erima (marca alemã, ex-subsidiária da Adidas). |

Em 21 de março de 2024, A Federação Alemã de Futebol anunciou que Nike fechou contrato com os tetracampeões mundiais para fornecer o material esportivo a partir de 2027. Após mais de 70 anos de parceria, a seleção da Alemanha não vestirá mais Adidas. A nova parceria entre Alemanha e Nike passa a valer a partir de 2027, com contrato válido até 2034.

## Estatísticas
Negrito: Jogadores ainda em atividade
| Pos. | Jogador                | Período   | Jogos | Gols |
| ---- | ---------------------- | --------- | ----- | ---- |
| 1    | Lothar Matthäus        | 1980–2000 | 150   | 23   |
| 2    | Miroslav Klose         | 2001–2014 | 137   | 71   |
| 3    | Thomas Müller          | 2010–2024 | 131   | 45   |
| 4    | Lukas Podolski         | 2004–2017 | 130   | 49   |
| 5    | Manuel Neuer           | 2009–2024 | 124   | 0    |
| 6    | Bastian Schweinsteiger | 2004–2016 | 121   | 24   |
| 7    | Toni Kroos             | 2010–2024 | 114   | 17   |
| 8    | Philipp Lahm           | 2004–2014 | 113   | 5    |
| 9    | Jürgen Klinsmann       | 1987–1998 | 108   | 47   |
| 10   | Jürgen Kohler          | 1986–1998 | 105   | 2    |

| Pos. | Jogador               | Período   | Gols | Jogos | Média |
| ---- | --------------------- | --------- | ---- | ----- | ----- |
| 1    | Miroslav Klose        | 2001–2014 | 71   | 137   | 0,52  |
| 2    | Gerd Müller           | 1966–1974 | 68   | 62    | 1,1   |
| 3    | Lukas Podolski        | 2004–2017 | 49   | 130   | 0,38  |
| 4    | Rudi Völler           | 1982–1994 | 47   | 90    | 0,52  |
| 4    | Jürgen Klinsmann      | 1987–1998 | 47   | 108   | 0,44  |
| 6    | Karl-Heinz Rummenigge | 1976–1986 | 45   | 95    | 0,47  |
| 6    | Thomas Müller         | 2010–2024 | 45   | 131   | 0,35  |
| 8    | Uwe Seeler            | 1954–1970 | 43   | 72    | 0,6   |
| 9    | Michael Ballack       | 1999–2010 | 42   | 98    | 0,43  |
| 10   | Oliver Bierhoff       | 1996–2002 | 37   | 70    | 0,53  |

### Jogador do Ano
- 2010: Bastian Schweinsteiger[34]
- 2011: Mesut Özil[34]
- 2012: Mesut Özil[34]
- 2013: Mesut Özil[34]
- 2014: Toni Kroos[34]
- 2015: Mesut Özil[34]
- 2016: Mesut Özil[35]
- 2017: Joshua Kimmich[36]
- 2018: Marco Reus
- 2019: Matthias Ginter[37]
- 2020: Manuel Neuer[38]
- 2021: Joshua Kimmich[39]
- 2022: Jamal Musiala[40]

## Títulos
Seleção principal
| Mundiais          | Mundiais               | Mundiais | Mundiais                |
|                   | Competição             | Vezes    | Ano                     |
| ----------------- | ---------------------- | -------- | ----------------------- |
|                   | Copa do Mundo          | 4        | 1954, 1974, 1990 e 2014 |
| Intercontinentais |                        |          |                         |
|                   | Competição             | Vezes    | Ano                     |
|                   | Copa das Confederações | 1        | 2017                    |
| Continentais      |                        |          |                         |
|                   | Competição             | Vezes    | Ano                     |
|                   | Eurocopa               | 3        | 1972, 1980 e 1996       |

Seleção olímpica
| Eventos multiesportivos | Eventos multiesportivos | Eventos multiesportivos | Eventos multiesportivos |
|                         | Competição              | Vezes                   | Ano                     |
| ----------------------- | ----------------------- | ----------------------- | ----------------------- |
|                         | Jogos Olímpicos         | 1                       | 1976                    |
|                         | Jogos Olímpicos         | 2                       | 1980 2016               |
|                         | Jogos Olímpicos         | 3                       | 1964, 1972, 1988        |

Legenda
 Campeão Invicto
Títulos amistosos
- US Cup: 1 (1993)

### Cronologia dos Títulos
| Sede       | Torneio                | Ano  | N.º |
| ---------- | ---------------------- | ---- | --- |
| Suíça      | Copa do Mundo          | 1954 | 1º  |
| Bélgica    | Eurocopa               | 1972 | 2º  |
| Alemanha   | Copa do Mundo          | 1974 | 3º  |
| Itália     | Eurocopa               | 1980 | 4º  |
| Itália     | Copa do Mundo          | 1990 | 5º  |
| Inglaterra | Eurocopa               | 1996 | 6º  |
| Brasil     | Copa do Mundo          | 2014 | 7º  |
| Rússia     | Copa das Confederações | 2017 | 8º  |

## Títulos de base

### Seleção Sub-21
- Eurocopa Sub-21: 3 (2009, 2017 e 2021)

### Seleção Sub-20
- Copa do Mundo Sub-20: 1 (1981)

### Seleção Sub-19
- Eurocopa Sub-19: 6 (1965, 1970, 1981, 1986, 2008 e 2014)

### Seleção Sub-17
- Copa do Mundo Sub-17: 1 (2023)
- Eurocopa Sub-17: 4 (1984, 1992, 2009, 2023)

TOTAL: 27 títulos
Obs: 21 títulos como Alemanha Ocidental e 5 títulos como Alemanha Oriental.

## Campanhas de destaque
- Vice-campeão da Copa do Mundo de 1966, 1982, 1986 e 2002;
- Vice-campeão da Eurocopa de 1976, 1992 e 2008;
- Vice-campeão nos Jogos Olímpicos de 1980 e 2016;
- Terceiro lugar da Copa do Mundo de 1934, 1970, 2006 e 2010;
- Terceiro lugar da Eurocopa de 1988 e 2012;
- Terceiro lugar da Copa das Confederações de 2005;
- Terceiro lugar nos Jogos Olímpicos de 1964, 1972 e 1988;
- Quarto lugar nos Jogos Olímpicos de 1952;

## Jogos em 2018
Amistosos
| 23 de março de 2018 | Alemanha   | 1 – 1     | Espanha    | Esprit Arena, Düsseldorf                    |
| 16:45               | Müller 35' | Relatório | Rodrigo 6' | Público: 50 653 Árbitro: SCO William Collum |

| 27 de março de 2018 | Alemanha | 0 – 1     | Brasil    | Olympiastadion, Berlim                      |
| 15:45               |          | Relatório | Jesus 37' | Público: 72 717 Árbitro: SWE Jonas Eriksson |

| 2 de junho de 2018 | Áustria                      | 2 – 1     | Alemanha | Wörthersee Stadion, Klagenfurt              |
| 13:00              | Hinteregger 53' · Schöpf 69' | Relatório | Özil 11' | Público: 29 200 Árbitro: CZE Pavel Kralovec |

| 8 de junho de 2018 | Alemanha                | 2 – 1     | Arábia Saudita | BayArena, Leverkusen                       |
| 14:30              | Werner 8' · Hawsawi 43' | Relatório | Al-Jassim 84'  | Público: 30 210 Árbitro: SLO Slavko Vinčić |

| 8 de setembro de 2018 | Alemanha                | 2 – 1     | Peru          | Rhein-Neckar-Arena, Sinsheim                      |
| 15:45                 | Brandt 25' · Schulz 85' | Relatório | Advíncula 22' | Público: 25 494 Árbitro: AUT Robert Schörgenhofer |

| 15 de novembro de 2018 | Alemanha                        | 3 – 0     | Rússia | Red Bull Arena (Leipzig), Leipzig           |
| 16:45                  | Sané 8' · Süle 25' · Gnabry 40' | Relatório |        | Público: 35 388 Árbitro: SUI Sandro Schärer |

Copa do Mundo
| 17 de junho de 2018 | Alemanha | 0 – 1     | México     | Estádio Lujniki, Moscou                      |
| 18:00 (UTC+3)       |          | Relatório | Lozano 35' | Público: 78 011 Árbitro: IRN Alireza Faghani |

| 23 de junho de 2018 | Alemanha               | 2 – 1     | Suécia       | Estádio Olímpico de Fisht, Sóchi              |
| 21:00 (UTC+3)       | Reus 48' · Kroos 90+5' | Relatório | Toivonen 32' | Público: 44 287 Árbitro: POL Szymon Marciniak |

| 27 de junho de 2018 | Coreia do Sul                              | 2 – 0     | Alemanha | Arena Kazan, Cazã                        |
| 17:00 (UTC+3)       | Kim Young-gwon 90+3' · Son Heung-min 90+6' | Relatório |          | Público: 41 835 Árbitro: USA Mark Geiger |